# آیومی کوراشیما
آیومی کوراشیما (انگلیسی: Ayumi Kurashima؛ زادهٔ ۱ ژانویهٔ ۱۹۷۷) پویانما اهل ژاپن است.